# North Woodstock
North Woodstock ist ein Census-designated place (CDP) in der Town of Woodstock im Grafton County im US-Bundesstaat New Hampshire. Die Volkszählung von 2020 erfasste 739 Einwohner. Der CDP wurde im Jahr 2010 erstmals vom Census definiert.

## Lage
Der Ort liegt bei den Koordinaten 44° 2' 11.00" Nord und 71° 41' 48.71" West auf einer Höhe von 235 Metern über dem Meeresspiegel in den westlichen White Mountains am Pemigewasset River oberhalb der Einmündungen vom East Branch Pemigewasset River und Lost River. Die 4,3 km² große Fläche des Gebietes setzt sich zusammen aus 4,2 km² Land- und 0,1 km² Wasserfläche. Entlang des Pemigewasset verlaufen die US-3 und der Interstate 93, die in North Woodstock von der New Hampshire Route NH-112 von Woodsville  gekreuzt werden. Diese führt ab hier in Richtung Osten als Kancamagus Highway durch die Pemigewasset Wilderness nach Conway .

## Persönlichkeiten
- Moses B. Russell (1809–1884), Maler